# Parque estadual

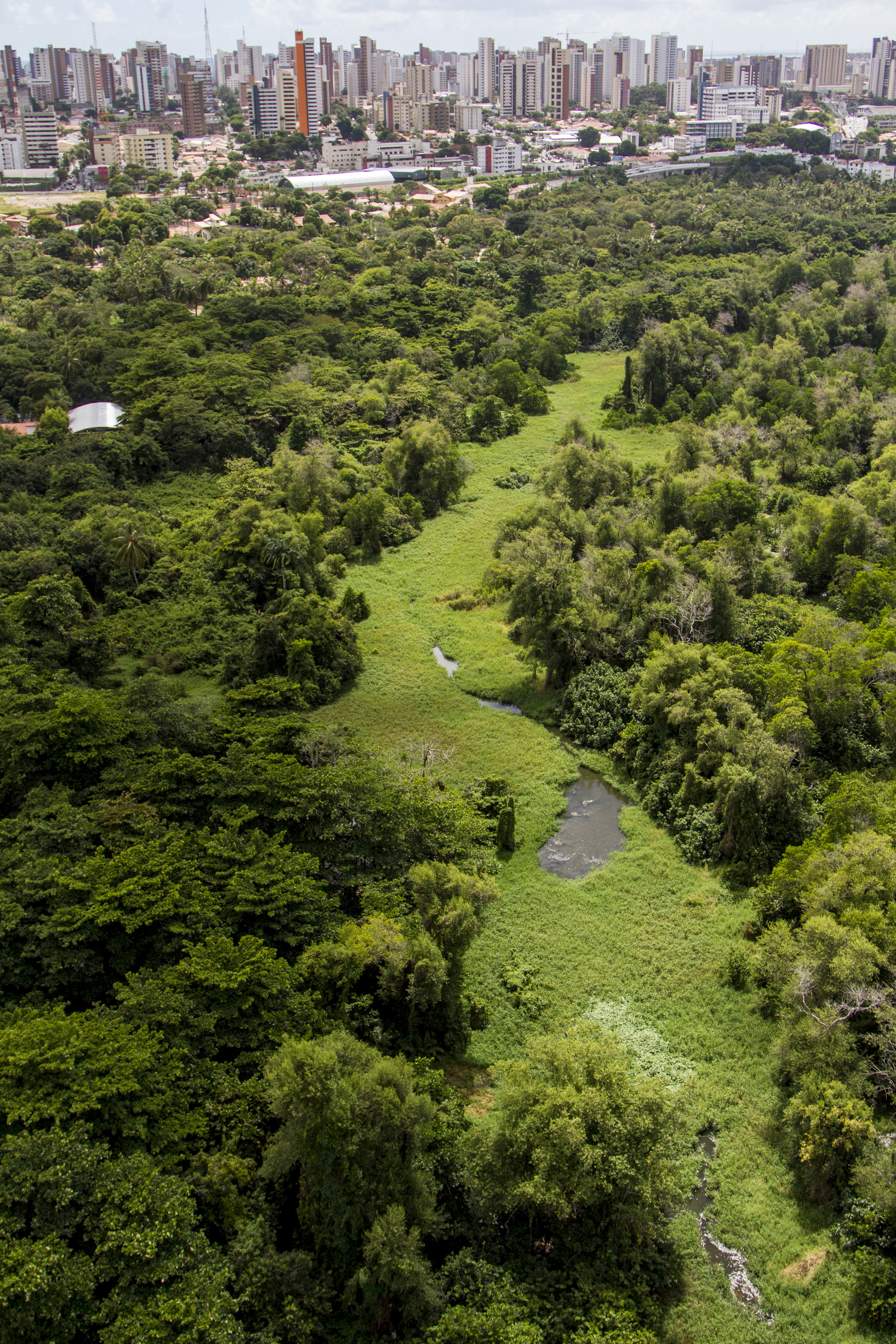
Parque Ecológico do Cocó, um dos maiores parques urbanos da América do Sul e a mais importante área verde e de preservação da cidade de Fortaleza.

No Brasil, parque estadual é a denominação dada às unidades de conservação de proteção integral da natureza pertencentes à categoria "parque nacional" do Sistema Nacional de Unidades de Conservação da Natureza, quando criadas na esfera administrativa estadual. A administração dos parques estaduais fica a cargo do órgão estadual responsável, que varia de acordo com a unidade federativa. Até outubro de 2020, o Brasil registra 222 parques estaduais e 1 parque distrital, caracterizado como parque estadual no registro, no seu Cadastro Nacional de Unidades de Conservação.
Os Estados Unidos e o México também contam com um sistema de parques estaduais. Existem, aproximadamente, 3 675 parques estaduais (state parks) nos Estados Unidos.
Os parques estaduais são áreas protegidas de categoria II (parques nacionais), definida pela União Internacional para a Conservação da Natureza e dos Recursos Naturais.